# Le Locle
Le Locle (/lə lɔkl/) est une ville et une commune suisse du canton de Neuchâtel, située dans la région Montagnes.
Surnommée la « Mère commune de Montagnes », Le Locle comprend environ 10 400 habitants, 8 000 emplois et 900 ans d'histoire.
Les domaines de l'horlogerie (Tissot, Zenith, Ulysse Nardin, Montblanc, Rolex, Zodiac, etc.), de la micro-technique et du médical constituent les principaux secteurs de développement économique.
En 1848, dans la continuité des événements parisiens, Le Locle — dont le territoire est alors rattaché à la Prusse — devient le berceau de la Révolution neuchâteloise. Le 29 février 1848, les révolutionnaires neutralisent les autorités et le service d'ordre prussiens. Cet acte entraîne la proclamation immédiate de la République. La révolution se répand sur l'ensemble du territoire, depuis les Montagnes et le Val-de-Travers sur le Littoral. Le 1er mars, la République est officiellement proclamée sur l'ensemble du territoire.
Comprise dans une agglomération de 50 000 habitants, entourée de forêt, la Ville du Locle, avec sa voisine La Chaux-de-Fonds, est inscrite, depuis 2009, au patrimoine mondial de l'UNESCO pour son « urbanisme horloger ».

## Géographie

### Situation

Vue aérienne (1959).

La partie centrale de la commune se trouve dans le synclinal du Locle, haute vallée autonome orientée sud-ouest/nord-est selon la direction générale du Jura dans cette zone. La vallée est drainée par le Bied qui est canalisé dans la partie urbaine jusqu'au Col des Roches  dans lequel il s'infiltre. Étant donné que cet entonnoir d’infiltration n’était pas en mesure d’absorber de grandes quantités d’eau lors de la fonte des neiges et de longues périodes de pluie, tout le fond de la vallée a souvent été inondé lors de tels événements dans le passé. Avec la percée d’un tunnel artificiel sous le col des Roches en 1805, le danger d’inondation a été largement écarté.
La commune comprend, entre autres les quartiers de la Jaluse, des Monts, du Communal, des Jeanneret, des Replattes, ainsi que les hameaux du Col-des-Roches, du Crozot, du Prévoux, du Quartier. Elle est limitrophe du village des Brenets, des Ponts-de-Martel, des Planchettes, de La Chaux-du-Milieu et du Cerneux-Péquignot ainsi que de la ville de La Chaux-de-Fonds. Le Locle est une ville frontalière, limitrophe de Villers-le-Lac dans le département français du Doubs. Au sud de la commune se trouve le Grand Sommartel. Elle est reliée à La Chaux-de-Fonds et Neuchâtel par la route principale 20 et l'autoroute J20.
Le territoire du Locle s'étend sur 34,66 km2. Lors du relevé de 2013-2018, les surfaces d'habitations et d'infrastructures représentaient 13,2 % de sa superficie, les surfaces agricoles 48,5 %, les surfaces boisées 36,6 % et les surfaces improductives 1,7 %.
| Villers-le-Lac ( France) | Les Planchettes     | La Chaux-de-Fonds |
| Le Cerneux-Péquignot     | du Locle            | La Sagne          |
| La Chaux-du-Milieu       | Les Ponts-de-Martel |                   |

### Urbanisme
En raison de l'altitude (près de 1 000 m) et de l'hydrologie (sol karstique), le terrain est peu propice à l'agriculture. La planification et les bâtiments reflètent le besoin d'organisation rationnelle des artisans horlogers. Ils ont été reconstruits au début du XIXe siècle, après de graves incendies. Le long d'un réseau ouvert de bandes parallèles sur lesquelles s'entremêlent logements et ateliers, leur urbanisme reflète les besoins de la culture horlogère locale, qui remonte au XVIIe siècle et qui est encore vivante aujourd'hui. Les deux villes présentent des exemples remarquables de villes mono-industrielles manufacturières, qui sont encore bien préservées et actives. Leur planification urbaine a permis de passer de la production artisanale d'une industrie artisanale à la production industrielle plus concentrée de la fin du XIXe et du XXe siècle.
Karl Marx a décrit La Chaux-de-Fonds comme une « grande ville-usine » à Das Kapital, où il a analysé la division du travail dans l'industrie horlogère du Jura.

## Histoire
Le Locle est mentionné pour la première fois en 1332 comme « dou Locle ».

### Préhistoire
Les premières traces d'établissements humains remontent à la fin du Mésolithique (6000-5000 av. J.-C.) dans les abris du col des Roches. Le site comprend la plus ancienne poterie du canton de Neuchâtel, ainsi que de nombreux outils, la molaire d'un mammouth et des os de cerfs et de sangliers. Le refuge a été découvert en 1926 par un douanier et fut le premier site de ce type étudié en Suisse.
Cependant, entre 4000 av. J.-C. et le Moyen Âge, on ne sait rien de la région du Locle.

### Moyen Âge
En 1150, Renaud et William de Valangin concédèrent à l'abbaye de Fontaine-André la vallée dans laquelle Le Locle allait être construit par la suite. En 1360, Jean II d'Aarberg, seigneur de Valangin, reçoit Le Locle en fief du comte Louis de Neuchâtel. La partie fortement boisée des montagnes du Jura autour du Locle, a été défrichée par des colons qui ont par la suite reçu le statut de paysans libres. Ces premiers agriculteurs libres ont reçu une charte en 1372 qui codifiait leurs droits et libertés. Au début du XVe siècle, cette charte a été reconfirmée lors de la fondation de la Mairie. Les habitants du Locle ont le droit de posséder les terres qu'ils ont défrichées, à condition qu'ils continuent à les cultiver et à payer des impôts sur celles-ci. Les seigneurs féodaux leur accordèrent ces libertés pour encourager l'installation dans les montagnes. À partir du XIVe siècle, Le Locle et La Sagne forment ensemble une paroisse. L'église de Marie Madeleine au Locle a été construite en 1351.
En 1476, à la suite de l'augmentation des conflits transfrontaliers, Le Locle conclut une alliance défensive avec Berne.
En 1502, 37 personnes du Locle ont eu la possibilité de payer 1 780 £ pour le titre de « Citoyen de Valangin ». Ces citoyens ont eu le privilège de diriger la communauté et de choisir leur propre maire et huissier.

### Début de la période moderne

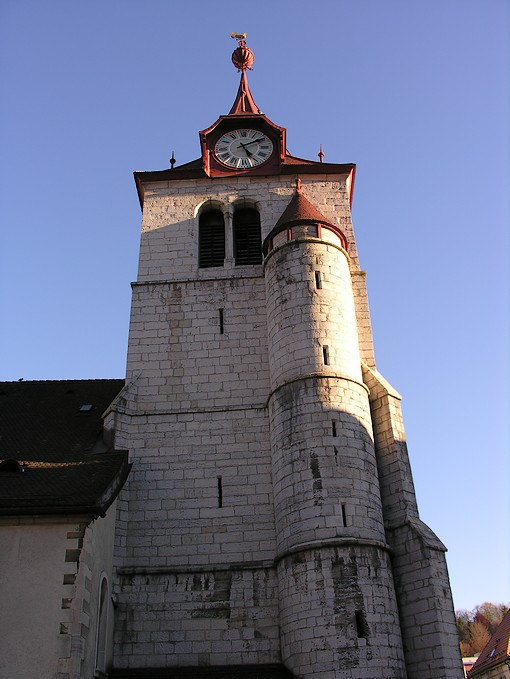
Le Moutier au Locle.

Inauguré en 1525, le clocher du Temple du Locle, le Vieux Moutier, est un emblème de la Ville, car il constitue l’un des plus vieux bâtiment de l’Arc jurassien. Le projet d’érection de celui-ci sur une nef préexistante est lancé au début du XVIe siècle par des paroissiens et le curé du Locle, Etienne Besancenet. Quelques années après la construction de la tour, en 1536, Le Locle se rallie à la foi protestante. Cette ancienne église a été reconstruite au milieu du XVIIIe siècle. Une église allemande a été construite en 1844, mais démolie en 1967. Une chapelle catholique a finalement été autorisée en 1861.
En 1592, les fiefs de Valangin retournèrent dans le Comté de Neuchâtel, mais ni le statut juridique des résidents de l'Hôtel de Ville du Locle ni sa fonction de tribunal de district ne furent affectés. L'alliance de 1476 avec Berne reste en vigueur pendant la guerre de Trente Ans et alors que les hordes armées du roi Louis XIV ravagent la Franche-Comté, des soldats bernois apportent leur soutien pour défendre la ville contre l'oppresseur. En contrepartie, la commune du Locle envoie des soldats pour soutenir ses alliés en 1712 lors des batailles de Mellingen et Villmergen.
La situation du Locle près de la frontière française a souvent permis à la ville d'entretenir des relations étroites avec la France. C'était particulièrement vrai pendant les années qui ont précédé la Révolution française. De nombreux habitants du Locle, réunis au club Jacobin de Morteau, jurent leur soutien à la Constitution de 1792. L'esprit révolutionnaire a conduit à des conflits entre les partisans de la révolution et l'ancien gouvernement. La répression gouvernementale qui s'ensuivit poussa de nombreux habitants du Locle à l'exil au printemps 1793. Plusieurs centaines de personnes se sont installées à Besançon, où elles ont trouvé du travail à l'usine horlogère nationale qui avait été créée par la Convention nationale. De retour au Locle, ils ont amené des horlogers compétents et une attitude républicaine.
En 1707, la Principauté de Neuchâtel a été confiée au roi Frédéric Ier de Prusse des Hohenzollern, basé à Berlin, qui a ensuite dirigé Neuchâtel en union personnelle. Napoléon Bonaparte déposa le roi Frédéric Guillaume III de Prusse comme prince de Neuchâtel et nomma son chef d'état-major Louis-Alexandre Berthier. En 1814, la principauté est restituée à Frédéric Guillaume III. Un an plus tard, il accepta de permettre à la principauté d'adhérer à la Confédération suisse, alors non pas encore une fédération intégrée, mais une confédération, en tant que membre à part entière. Neuchâtel devient ainsi la première et la seule monarchie à rejoindre les cantons suisses par ailleurs entièrement républicains. Cela changea en 1848, lorsque la révolution neuchâteloise commença au Locle. Les forces royalistes se rendirent rapidement et le 28 février 1848, le drapeau de la République helvétique, symbole de la république, fut hissé sur la ville. La nouvelle république et le nouveau canton ont créé la préfecture du Locle, qui a existé jusqu'en 1935. Pendant la contre-révolution infructueuse de 1856, la ville fut brièvement occupée par les royalistes.
Le Locle a été brûlé à trois reprises par de grands incendies (1683, 1765, 1833). Il a été reconstruit à son aspect actuel dans le deuxième quart du XIXe siècle, car il est devenu un centre de l'industrie horlogère.

### Période moderne
Parce que la petite rivière Bied inondait souvent la vallée, un canal a été creusé à travers la vallée jusqu'au col des Roches au début du XIXe siècle. Jusqu'en 1898, la rivière était utilisée pour alimenter plusieurs moulins souterrains.
Le gouvernement de la ville a créé le lycée en 1855 et a ouvert un collège de formation des enseignants en 1866, suivi d'une école de métiers en 1897. L'école d'horlogerie a été fondée en 1868 et a servi de base à l'école technique fondée en 1902. Cette école est finalement devenue le département d'ingénierie de la Haute école d'arts appliqués Arc ainsi que l'école d'ingénieurs du centre interrégional de formation professionnelle Montagnes neuchâteloises.
La ville a fait de grands efforts dans la construction de chemins de fer. La première ligne vers La Chaux-de-Fonds (1857) est reliée à Besançon (1884) et Les Brenets (1890). Néanmoins, Le Locle souffre d'un certain isolement et d'un trafic important qui ne fait que passer.
Le Locle doit sa prospérité essentiellement à l'industrie horlogère, en particulier à la fabrication de montres de précision et de machines-outils. Daniel Jeanrichard fait partie des pionniers qui ont fondé ce secteur d'activité au Locle et dans les environs. Dans la région du Locle, il n'y avait que 77 horlogers actifs en 1750. En 1800, ce nombre était passé à plus de 800. L'horlogerie commence à remplacer l'agriculture et la dentelle comme principales industries. À la fin du XVIIIe siècle, la ville employait environ 500 dentellières.
Le Locle a accueilli de nombreux horlogers et inventeurs célèbres dont Abraham-Louis Perrelet, Jacques-Frédéric Houriet, Frédéric-Louis Favre-Bulle, David-Henri Grandjean et Paul Buhre. Au XIXe siècle, la ville était connue pour ses chronomètres de poche et ses chronomètres de marine. L'industrie horlogère transforme Le Locle en ville industrielle. Au début, tout le travail se faisait à la main dans de petits ateliers, mais au dernier quart du XIXe siècle, les premières usines ont été construites. L'introduction de la production mécanisée, a poussé l'industrie des montres terminées vers les machines-outils et les composants horlogers. Pendant les deux guerres mondiales, certaines usines, comme Zenith, plus tard Dixi, se sont spécialisées dans la production d'armes. L'horlogerie a également nécessité un certain nombre d'artistes et d'inventeurs associés. Le libraire et éditeur Samuel Girardet (1730-1807) commence à décorer des boîtiers d'horloges et fonde finalement une dynastie d'artistes et de graveurs. Les Huguenin devinrent célèbres pour leur travail de peinture de boîtiers d'horloges et de médailles. Ouverte en 1856, la chocolaterie et confiserie Klaus a fonctionné jusqu'en 1992.
Comme dans la plupart des villes horlogères du Jura, la vie politique et sociale du Locle a été fortement influencée par les idées de radicalisme, de socialisme puis d'anarchisme. Le professeur James Guillaume a proposé la création d'une section de l'Internationale ouvrière en 1866. Des organisations socialistes germanophones comme le Grütliverein et l'Arbeiterverein témoignent qu'à la fin du XIXe siècle, de nombreux travailleurs de Suisse alémanique travaillaient au Locle. Les socialistes se sont organisés en parti politique en 1897 et, en 1912, ils étaient majoritaires dans la municipalité. En 1956, ils s'allièrent et furent soutenus par le Parti suisse du travail. Les socialistes ont perdu leur siège au conseil du gouvernement local lors des élections de 1992, au profit du mouvement Droit de parole, qui n'a pas de programme traditionnel du parti. En 2004, pour la première fois, le conseil a été déterminé par un plébiscite qui a donné trois sièges au Parti suisse du travail (PdA), le Parti social-démocrate de Suisse (PS) et le Parti progressiste national libérale, un siège chacun.
Le 28 juin 2020, les électeurs de la commune se prononcent lors d'une votation pour la fusion avec Les Brenets, qui a pris effet le 1er janvier 2021.

## Démographie

### Évolution de la population
La commune compte 10 875 habitants au 31 décembre 2023 pour une densité de population de 314 hab/km2. Sur la période 2010-2023, sa population a diminué de −2,4 % (canton : 3,6 % ; Suisse : 9,4 %).  

### Pyramide des âges
En 2023, le taux de personnes de moins de 30 ans s'élève à 32,2 %, au-dessous de la valeur cantonale (32,9 %). Le taux de personnes de plus de 60 ans est quant à lui de 28,9 %, alors qu'il est de 26 % au niveau cantonal.
La même année, la commune compte 5 422 hommes pour 5 453 femmes, soit un taux de 49,9 % d'hommes, supérieur à celui du canton (49,1 %).
| Hommes | Classe d’âge | Femmes |
| ------ | ------------ | ------ |
| 0,8    | 90 ans ou +  | 2,3    |
| 8,3    | 75 à 89 ans  | 11,1   |
| 17,8   | 60 à 74 ans  | 17,5   |
| 21,3   | 45 à 59 ans  | 20,9   |
| 18,6   | 30 à 44 ans  | 17,2   |
| 18,5   | 15 à 29 ans  | 16,7   |
| 14,8   | - de 14 ans  | 14,3   |

| Hommes | Classe d’âge | Femmes |
| ------ | ------------ | ------ |
| 0,7    | 90 ans ou +  | 1,8    |
| 7,9    | 75 à 89 ans  | 10,4   |
| 15,2   | 60 à 74 ans  | 16,0   |
| 21,3   | 45 à 59 ans  | 21,1   |
| 20,5   | 30 à 44 ans  | 19,6   |
| 18,9   | 15 à 29 ans  | 16,9   |
| 15,6   | - de 14 ans  | 14,3   |

### Religion
Selon le recensement de 2000, 3 582 (34,0 %) étaient catholiques, tandis que 3 140 (29,8 %) appartenaient à l'Église réformée suisse. Du reste de la population, il y avait 56 membres d'une église orthodoxe (soit environ 0,53 % de la population), 27 individus (soit environ 0,26 % de la population) qui appartenaient à l'Église catholique chrétienne et 677 individus (soit environ 6,43 % de la population) qui appartenaient à une autre église chrétienne. Il y en avait 329 (soit environ 3,12 % de la population) qui étaient islamiques. Il y avait 27 individus bouddhistes, 1 personne hindoue et 8 individus appartenant à une autre église. 2 415 personnes (soit environ 22,94 % de la population) n'appartenaient à aucune église, étaient agnostiques ou athées, et 599 personnes (soit environ 5,69 % de la population) n'ont pas répondu à la question.

## Politique

### Politique locale
La ville a dans son parlement une forte majorité de gauche, avec le Parti ouvrier et populaire (POP) (12 sur 41 sièges), le Parti socialiste suisse (PS) (6 sur 41 sièges) et Les Verts (6 sur 41 sièges). La droite est tout de même représentée avec le Parti libéral-radical (PLR) comme parti majoritaire (17 sur 41 sièges).
Le président de la commune est Miguel Perez Les Verts depuis 2021. Il succède à Denis de la Reussille (POP), la commune disposant d'une présidence tournante.

### Jumelages
Le Locle est jumelée avec :
- Gérardmer (France) depuis 1964 ;
- Kaolack (Sénégal) ;
- Sidmouth (Royaume-Uni).

## Économie
En 2010, Le Locle avait un taux de chômage de 7,6 %. En 2008, 95 personnes travaillaient dans le secteur économique primaire et environ 38 entreprises travaillaient dans ce secteur. Le secteur secondaire employait 5 355 personnes et 196 entreprises dans ce secteur. 2 409 personnes étaient employées dans le secteur tertiaire, avec 300 entreprises dans ce secteur. Il y avait 4 855 résidents de la municipalité qui occupaient un emploi, dont 44,0 % étaient des femmes.
En 2008, le nombre total d'emplois équivalents temps plein était de 7 160. Le nombre d'emplois dans le secteur primaire était de 71, dont 49 dans l'agriculture, 17 dans la foresterie ou la production de bois d'œuvre et 5 dans la pêche ou les pêches. Le nombre d'emplois dans le secteur secondaire était de 5 141, dont 4 944 ou (96,2 %) dans le secteur manufacturier, 1 dans le secteur minier et 150 (2,9 %) dans la construction. Le nombre d'emplois dans le secteur tertiaire était de 1 948. Dans le secteur tertiaire, 591 (30,3 %) étaient dans la vente en gros ou au détail ou la réparation de véhicules automobiles, 79 (4,1 %) dans le transport et l'entreposage de marchandises, 128 (6,6 %) dans un hôtel ou un restaurant, 13 (0,7 %) dans le secteur de l'information, 58 (3 %) dans le domaine des assurances ou des finances, 94 (4,8 %) étaient dans le domaine technique et scientifique, 349 (17,9 %) dans celui de la santé, 409 (21,0 %) dans l'éducation.
En 2000, il y avait 4 232 travailleurs qui faisaient la navette vers la municipalité et 1 877 travailleurs qui faisaient la navette. La municipalité est un importateur net de travailleurs, avec environ 2,3 travailleurs entrant dans la municipalité pour chaque départ. Environ 26,2 % de la main-d'œuvre qui entre au Locle vient de l'étranger, tandis que 0,2 % de la population locale quitte la Suisse pour aller travailler. Parmi la population active, 13,7 % utilisaient les transports en commun pour se rendre au travail et 59,6 % utilisaient une voiture particulière.

## Culture et patrimoine

### Patrimoine mondial de l'humanité
Le Locle, tout comme La Chaux-de-Fonds, doit sa survie à la fabrication et à l'exportation de montres. L'industrie horlogère a été apportée au Locle au XVIIe siècle par Daniel Jeanrichard, un horloger autodidacte qui a encouragé les paysans de la région à se lancer dans la fabrication de composants horlogers pour lui pendant les longs hivers. Au XXe siècle, l'industrie micromécanique s'est ajoutée.
Les villes horlogères du Locle et de La Chaux-de-Fonds ont été reconnues conjointement au patrimoine mondial par l'Unesco en 2008 pour « la valeur universelle exceptionnelle de leur urbanisme horloger »[réf. non conforme]. C'est le dixième site suisse inscrit au patrimoine mondial de l'humanité, avec d'autres sites tels que la vieille ville de Berne, le Chemin de fer rhétique et l'abbaye et le couvent de Saint-Gall.

### Musées
- Le musée des Beaux-Arts du Locle : musée situé au centre-ville, datant de plus d'un siècle, il propose de découvrir la création graphique et contemporaine. Il dispose d'une collection d’estampes des XIXe et XXe siècles. La fondation Lermite est hébergée par ce musée.
- Le musée d'Horlogerie du Locle, au château des Monts : grandes collections de pendules, montres, automates et outils présentées dans un château de style Louis XVI, la riche demeure d'un maître-horloger du XVIIIe siècle. Un film permet aux visiteurs de mieux pénétrer cet univers de technique et d’art, alliant le passé au futur.
- Les moulins souterrains du Col-des-Roches : site unique en Europe, une grotte aménagée avec des moulins souterrains datant du XVIIe siècle.
- Le musée d'Histoire naturelle a été créé en 1972, il se trouve dans les sous-sols du collège Jehan-Droz. Le musée possède des collections de minéralogie, d'oiseaux, de mammifères et des dioramas[18].

### Monuments
- Le Château des Monts
- L'Hôtel-de-Ville, Heimatstil, construit en 1913-1918 par Oesch & Rossier d'après les plans de par Charles-Alphonse Gunthert)[19].
- L'ancien Hôtel des postes, de 1855-1858, l'un des plus beaux édifices postaux de Suisse, par l'architecte Hans Rychner[19].
- L'ancien collège (rue Daniel-Jeanrichard 11), de 1844-1846, d'après les plans de l'architecte Edouard de Sandoz-Rosières[19].
- Villa Favre-Jacot (Côte-des-Billodes 6), maison unifamiliale, 1913, par Charles-Edouard Jeanneret, futur Le Corbusier[19].

#### Temple maçonnique Les Vrais Frères Unis

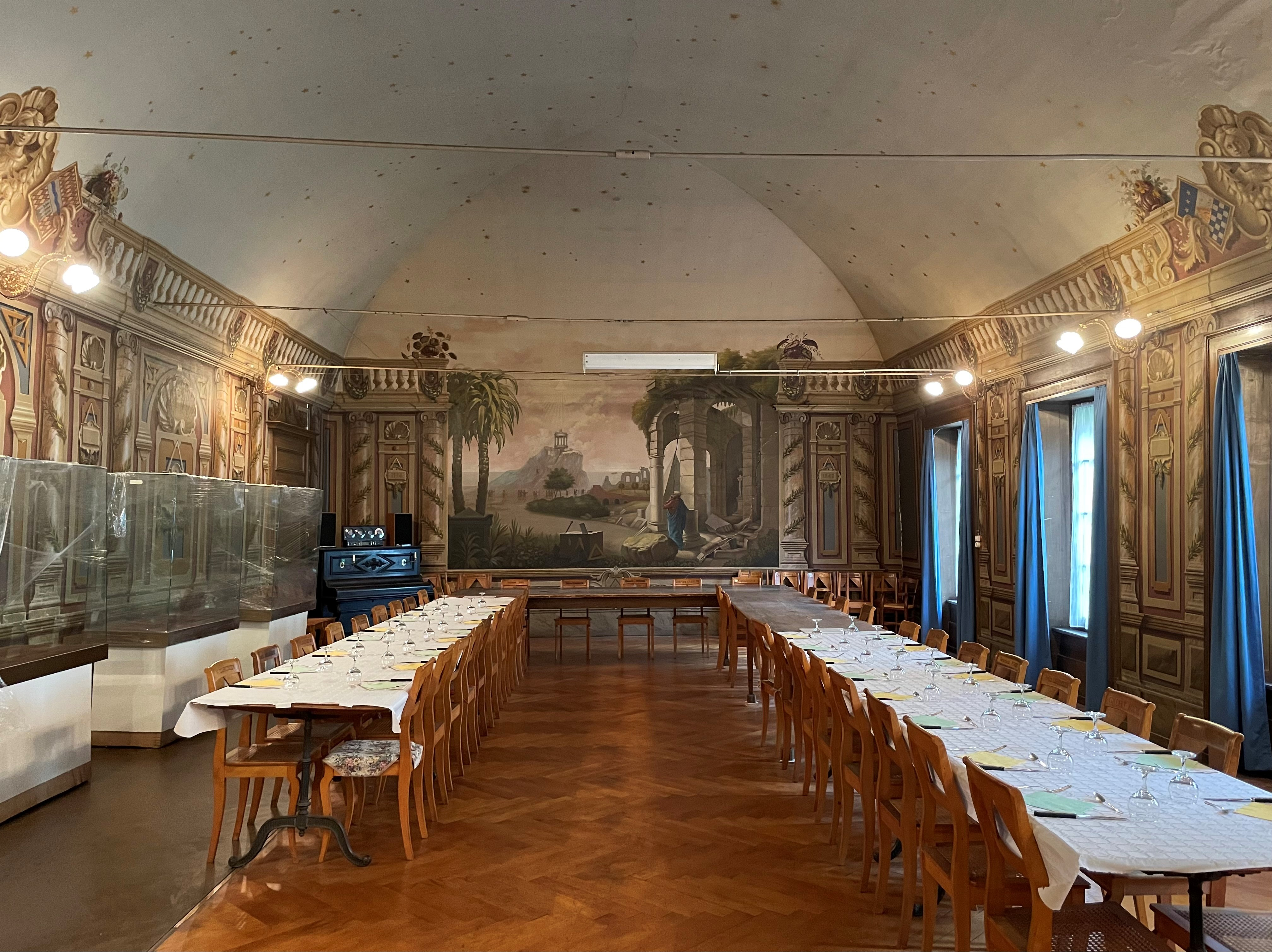
Vue d'ensemble de salle des banquets

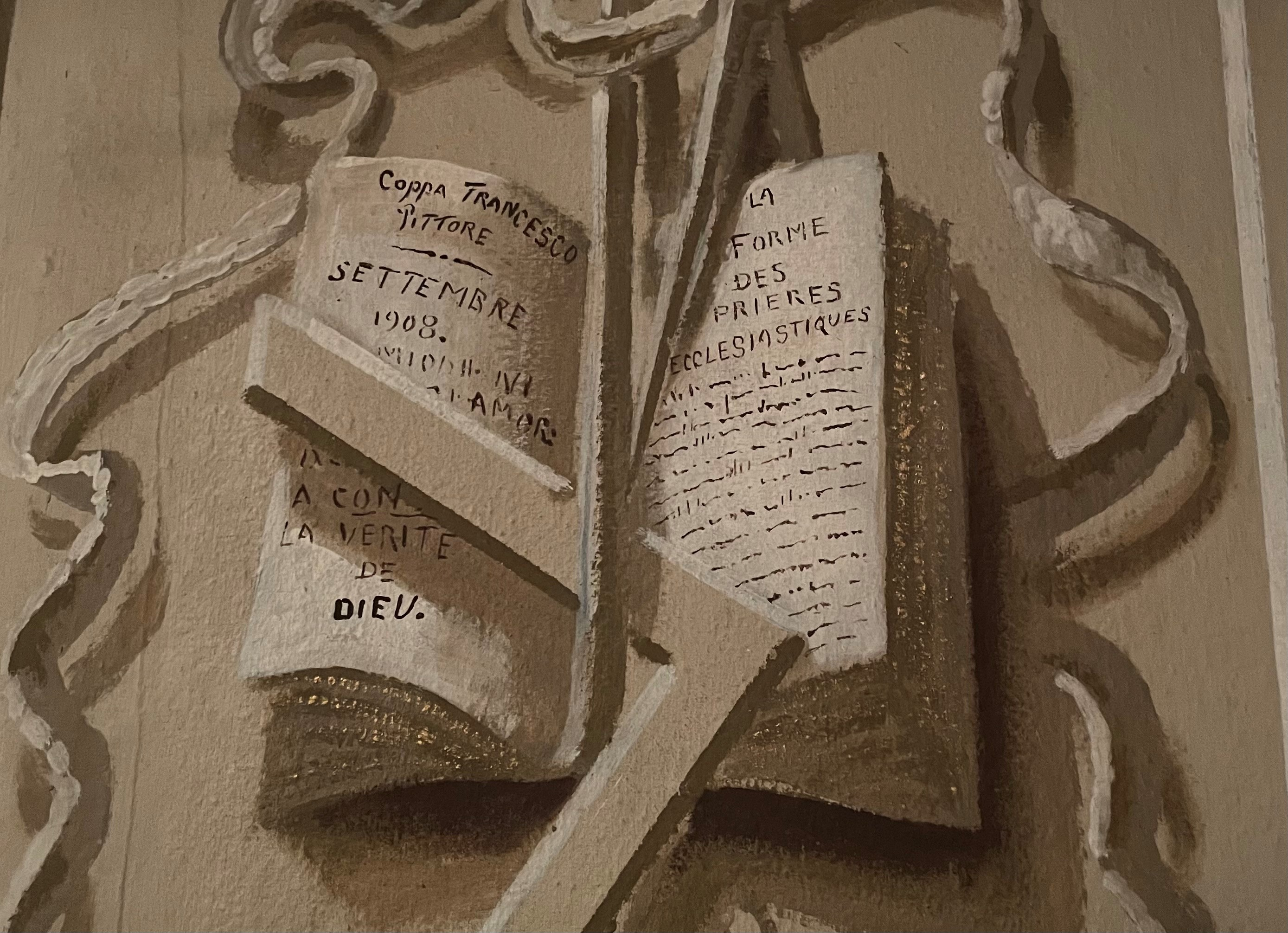
Temple, signature du peintre

Le Temple maçonnique Les Vrais Frères Unis, fondée en 1774, abrite la plus ancienne loge du canton de Neuchâtel. Construit en 1829-1830, l'immeuble de la rue des Envers 37 ne se distingue en rien de l'architecture jurassienne courante du 19e siècle; il abrite en effet commerces et logements aux étages inférieurs et laisse difficilement transparaître la présence des locaux de réunion d'une loge maçonnique à l'étage supérieur. Installé depuis 1830, les Vrais Frères Unis sont propriétaires des lieux depuis 1832. Au fil des années, le bâtiment a connu plusieurs phases d'agrandissement: extension au sud en 1835, aménagement d'une entrée réservée aux membres en 1842, adjonction occidentale en 1844-45 et aménagement de la salle des banquets en 1846-47. Ce sont toutefois les remarquables décors en trompe l'œil qui valent à cet ensemble sa mise sous protection au titre de monument historique en 2023. Le peintre Francesco Coppa, d'Alexandrie (Italie) mais installé à La Chaux-de-Fonds, a en effet signé les peintures de la salle des fêtes en 1898 et celles du temple en 1908,,.

#### Tremplin de la Combe-Girard

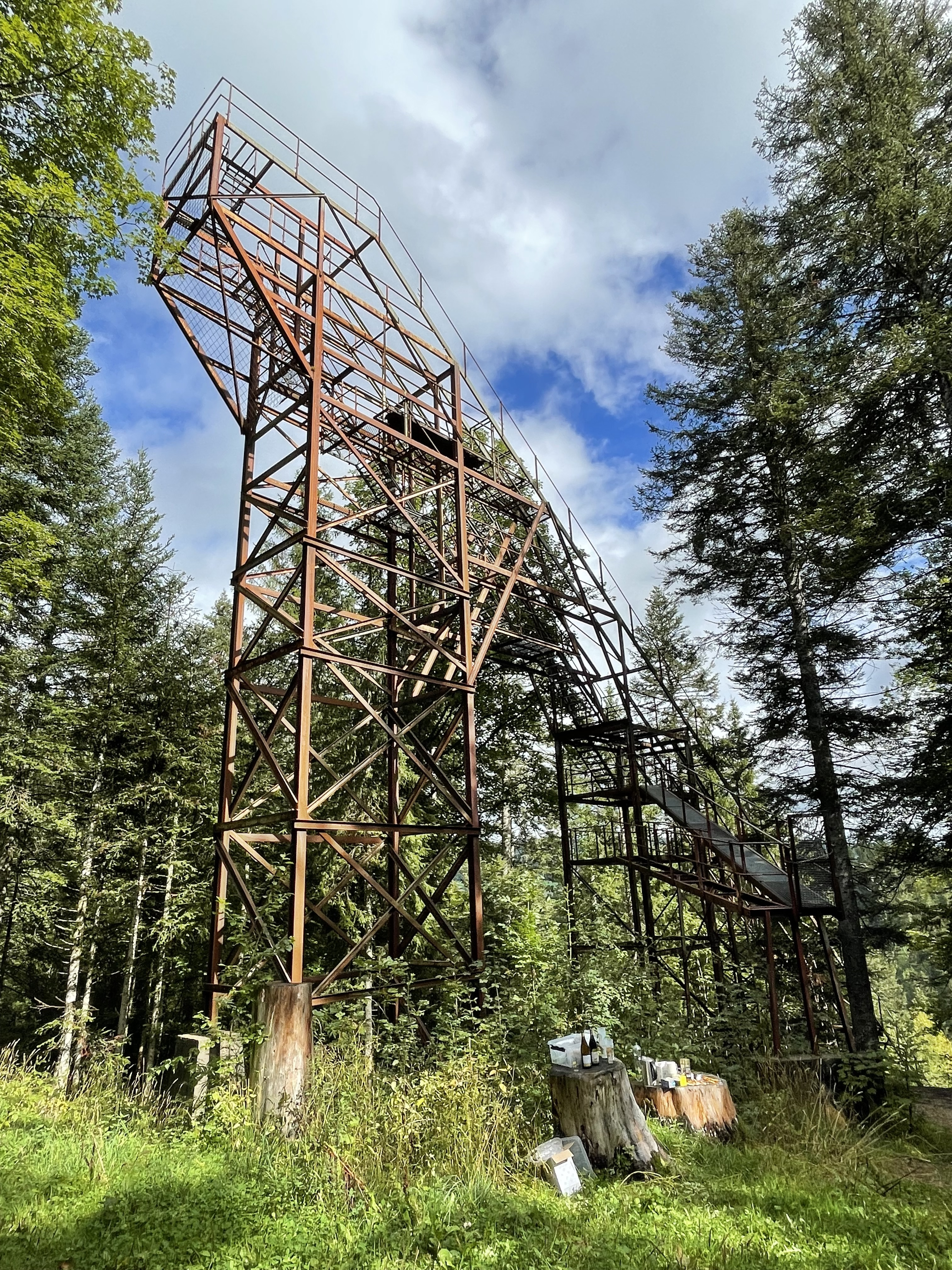
L'ancien tremplin dans son état en 2022

La construction d'un tremplin de saut à ski est évoquée à partir de 1931 au sein du Ski Club local, Sylva Sports. En 1932-1933, de nombreux bénévoles se mobilisent pour réaliser les aménagements nécessaires à cette construction dans la forêt de la Joux-Pélichet. Conçu sur les plans de l'architecte loclois, Henri Oesch, le tremplin est inauguré le 28 janvier 1934,.
Par la suite, les installations sont transformées une première fois en 1954 et surélevées en 1968-1969. D'année en année, les sauteurs effectuent des bonds toujours plus longs pour atteindre 86.5 mètres en 1977, record qui ne sera plus battu jusqu'à la désaffectation du tremplin au cours des années 1990. Les infrastructures du Locle comptent longtemps parmi les plus performantes d’Europe et accueillent des compétitions renommées, telle la Semaine Internationale de saut à ski. En 1987, les championnats de Suisse sacrent même le maître des lieux, Gérard Balanche. Près de 15’000 spectateurs se pressent alors au bas de la piste pour admirer ces exploits sportifs,,,,,,,.
Interdit d'accès mais impressionnant à contempler, le squelette métallique du tremplin offre aujourd'hui un but de promenade ; les panneaux d'un sentier didactique permettent en effet de retracer son histoire.

### Audiovisuel
Le Locle accueille chaque année depuis 2006, le Rock Altitude Festival à la patinoire de la ville. De nombreux groupes régionaux et internationaux s'y produisent.
En 2012 et 2014, une série télévisée policière suisse, L'Heure du secret réalisée par Elena Hazanova, est tournée au Locle reprenant les traditions horlogères de la ville.

### Personnalités liées à la commune

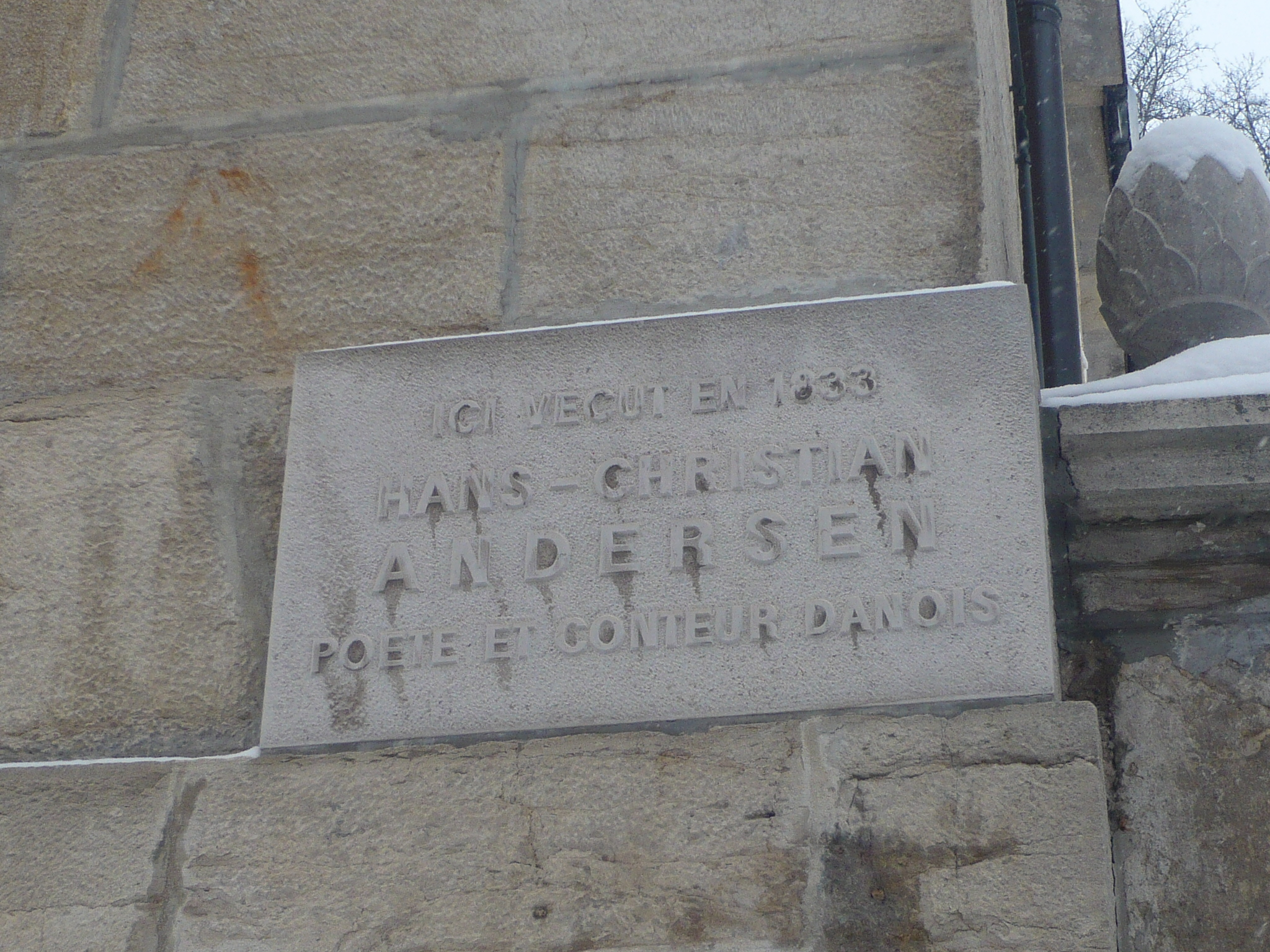
Rue du Crêt Vaillant 28, domicile de l'horloger Houriet.

- Claude François Thomas Sandoz (1756-1804), général de brigade de la Révolution française.
- Hans Christian Andersen, poète et conteur danois, a séjourné au Locle par trois fois au Crêt Vaillant 28, maison de l'horloger Houriet. Une rue à l'est de la ville porte également son nom.
- Grosclaude[Qui ?], peintre né au Locle en 1784[réf. nécessaire].
- T. Combe, pseudonyme d'Adèle Huguenin (1856-1933), écrivaine.
- Lucien Lesna (1863-1932), cycliste et aviateur.
- Pierre Spori (1923-1989), artiste peintre, céramiste et dessinateur suisse.
- Pierre-André Bobillier (1930-), personnalité académique et scientifique de l'informatique suisse.
- Marie-Anne Calame (en) – Philanthropiste
- Pierre Favre – musicien
- Abraham Girardet – dessinateur
- Charles Girardet – peintre
- André Jeanquartier (en) – musicien
- Fritz Ulysse Landry – sculpteur
- Bernard Liègme - fondateur du Théâtre populaire romand
- Lucrezia Meier-Schatz – politicienne
- Dominique Othenin-Girard –
- Henri Louis Pernod –
- Henri Rheinwald – cycliste
- Oscar Tschirky (en) – Maître d’hôtel
- Bernard Challandes – entraîneur de football
- Pierre Siegenthaler (de) – acteur
- Napoleon Washington - musicien
- Grock, de son vrai nom Charles Adrien Wettach, clown
- René Felber - Conseiller Fédéral
- René M. Stulz (en) - Professeur de finance à l'université de l’Ohio et économiste
- Famille Tissot - Famille à l'origine de la marque de montre éponyme
- Marianne Huguenin - médecin, Syndique de Renens (VD)
- Jean-Marie Grezet, cycliste
- Famille Sandoz, à l'origine de la fondation homonyme
- Marguerite Evard (1880-1950), première femme licenciée ès lettres de l'Université de Neuchâtel.